# Johanniskirche (Haina)

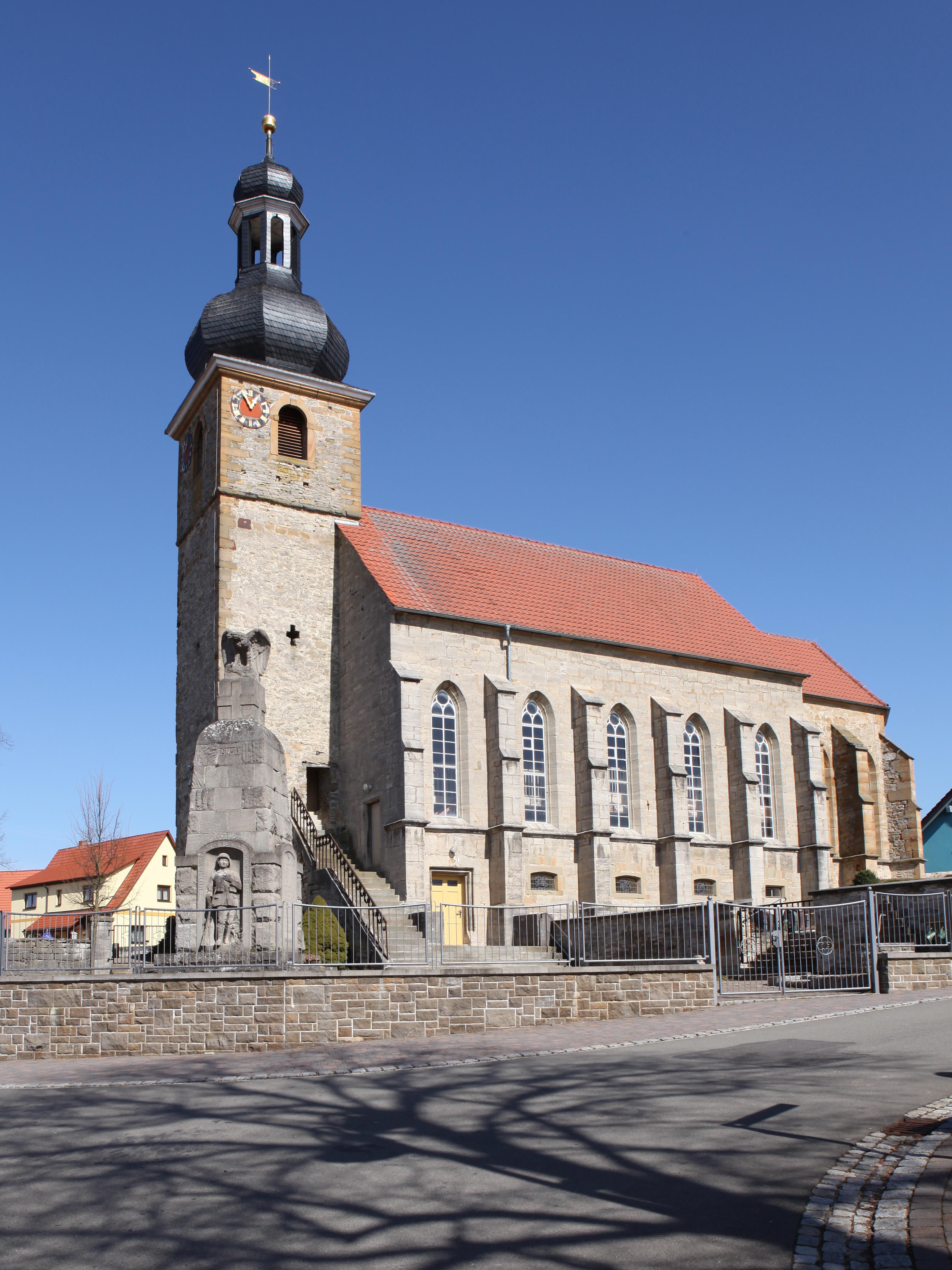
Johanniskirche in Haina

Die evangelisch-lutherische Kirche Johanniskirche in dem Ortsteil Haina der Gemeinde Römhild im Landkreis Hildburghausen (Thüringen) ist seit dem Jahr 1300 nachweisbar. Das denkmalgeschützte Bauwerk stammt in seiner heutigen Form aus dem Jahr 1839.

## Geschichte
Die Ersterwähnung der Hainaer Kirche erfolgte 1300 in einem Wachszinsbüchlein. 1315 gründeten die Herren von Herbilstadt, ein Rittergeschlecht, das in Haina ansässig war und Ende des 16. Jahrhunderts ausstarb, eine eigene Pfarrei. Sie besaßen das Patronatsrecht und stellten den ersten Pfarrer. Belegt ist für das Jahr 1443 eine Vikarie und die Ausstattung mit fünf Altären.

## Architektur
Die ältesten Teile der Kirche stammen aus dem Ende des 15. Jahrhunderts. Dies sind der gotische Chor und die Sakristei sowie der untere Teil des Kirchturms. Der obere Turmabschnitt und das Dach mit verschieferter doppelter Zwiebel und Arkaden in Gestalt einer Laterne sowie mit Knopf und Wetterfahne wurde wohl im 18. Jahrhundert errichtet. Das Langhaus entstand 1838/39 an Stelle eines Vorgängerbaus im gotischen Stil neu. Der Steinquaderbau hat beidseitig zwischen Wandpfeilern fünf Spitzbogenfenster und als oberen Abschluss ein Satteldach, das im 20. Jahrhundert mit Ziegeln neu gedeckt wurde. Eine Flachdecke überspannt das Kirchenschiff mit seiner zweistöckigen Empore. Der eingezogene, polygonal geschlossene Chor mit der Altarhalle ist durch einen Triumphbogen vom Langhaus getrennt. Er wird von einem gotischen Sterngewölbe überspannt.

## Ausstattung
Der Chor wird durch einen für eine evangelische Kirche untypische, prunkvollen, barocken Altaraufsatz geprägt, der wohl in Münnerstadt gefertigt und 1734 von Peter Seeber, Bruder von Nicolaus Seeber, gestiftet wurde. Der Altar zeigt links Petrus mit Schlüssel und rechts Paulus mit Schwert. In der Mitte befindet sich eine Kreuzigungsgruppe mit Maria und dem Jünger Johannes sowie dem Kreuz über dem Corpus Jesu und darüber der auferstandene Christus mit Siegerfahne. Den oberen Abschluss bildet die Inschrift „Zur Ehre der allerheiligsten Dreifaltigkeit, des Vaters, des Sohnes und heiligen Geistes und zum immerwährenden Gedächtnis des zu London verstorbenen Peter Seeber, des Urhebers dieses im Jahre 1733 errichteten Altars“ und eine Strahlensonne mit dem Gottesnamen „Jehova“.
Außerdem verzieren von Heinaern Familien gestiftete farbige Bleiglasfenster den Chorraum, rechts und links mit Darstellung von Philipp Melanchthon und Martin Luther, in der Mitte ein Kreuz mit Strahlenkranz und in den Fenstern auf der Nord- und Südseite mit Darstellungen des Gleichnisses vom Sämann und die Kindersegnung Jesu. Auf der südlichen Wand befindet sich das Weihnachtsfresko, das um 1500 datiert wird. Es zeigt links vorn Maria, links hinter ihr Josef und rechts die Eltern Marias, Anna und Joachim. Auf dem Schoß der Anna stehend das Jesuskind.
Im Langhaus steht am nördlichen Triumphbogenpfeiler die Kanzel, deren Kanzelfelder im Jahr 1622 mit den Evangelisten und ihren Symbolen bemalt wurden. Ein Grabstein an der Südwand stammt aus dem Jahr 1434. Er zeigt Elisabeth von Herbilstadt, geborene von Steinau und die beiden Familienwappen.
Auf der Westseite befindet sich die Orgel auf der oberen Empore. Das zweimanualige Instrument mit seinen 20 Registern wurde von Nicolaus Seeber für seinen Geburtsort in den Jahren 1718 bis 1720 erbaut. Schuke-Orgelbau restaurierte es in den Jahren 1993 bis 1995. Noch zwei Drittel der Originalsubstanz sind vorhanden.
Im Kirchturm hängen drei Glocken. Die kleine und die große Glocke wurden als Ersatz 1919 gegossen. Die mittlere Bronzeglocke, die Gebetsglocke, entstand im Jahr 1777 in einer Coburger Giesserei.